# Wereldkampioenschappen tafeltennis 2006
Het wereldkampioenschap tafeltennis 2006 voor landenteams werd van 24 april tot 1 mei 2006 gehouden in de AWD-Dome te Bremen, Duitsland. Het is de achtenveertigste editie van dit kampioenschap. Zowel bij de mannen als de vrouwen begon China aan het toernooi als titelverdediger.

## Uitslagen
| Categorie           | Goud                                                   | Zilver                                                                     | Brons |
| ------------------- | ------------------------------------------------------ | -------------------------------------------------------------------------- | --- |
| Mannenteam Details  | China Chen Qi Ma Lin Ma Long Wang Hao Wang Liqin       | Zuid-Korea Joo Se-hyuk Ryu Seung-min Oh Sang-eun Lee Jung-woo Lim Jae-hyun | Hongkong Cheung Yuk Ko Lai Chak Leung Chu Yan Li Ching Tse Ka Chun Duitsland Timo Boll Zoltan Fejer-Konnerth Jörg Roßkopf Bastian Steger Christian Süß               |
| Vrouwenteam Details | China Guo Yan Guo Yue Li Xiaoxia Wang Nan Zhang Yining | Hongkong Lau Sui-fei Lin Ling Zhang Rui Tie Yana Yu Kwok See               | Wit-Rusland Tatjana Kostromina Veronika Pavlovitsj Viktoria Pavlovitsj Aleksandra Privalova Japan Ai Fujinuma Ai Fukuhara Sayaka Hirano Haruna Fukuoka Saki Kanazawa |